# Trận rừng Tucholskich
Trận rừng Tucholskich là một trong các trận đánh mở màn của Chiến dịch Ba Lan trong Chiến tranh thế giới thứ hai, kéo dài từ ngày 1 cho đến ngày 5 tháng 9 năm 1939 khi Tập đoàn quân số 4 (Đức) của Thượng tướng Pháo binh Günther von Kluge tấn công rừng Tucholskich trên tuyến Hành lang Ba Lan – nơi được Tập đoàn quân Pomorze (Ba Lan) của Trung tướng Władysław Bortnowski chốt giữ. Sau 5 ngày chiến đấu dữ dội, bộ binh cùng thiết giáp Đức đánh quỵ 2 sư đoàn bộ binh và 1 lữ đoàn kỵ binh trên sườn bắc của Tập đoàn quân Pomorze, loại tầm 1 vạn quân Ba Lan ra khỏi vòng chiến, đồng thời chọc thủng tuyến Hành lang Ba Lan và nối liền Đông Phổ với bản thổ Đức. Chiến thắng Tucholskich đã chứng minh hiệu quả chiến đấu của binh chủng thiết giáp Đức non trẻ và mang lại kinh nghiệm bổ ích cho họ đánh thần tốc vào Pháp theo đường rừng núi Ardennes năm 1940.

## Bối cảnh
Chiến tranh thế giới thứ nhất kết thúc tại châu Âu với sự thất bại toàn diện của Đức vào tháng 11 năm 1918. Trong Hội nghị Hòa bình Versailles ngày 28 tháng 6 năm 1919, các nước thắng trận ép Đức nhượng cho Ba Lan một dải đất có diện tích 15.540 km2 (thuộc địa bàn các tỉnh Tây Phổ và Posen), đặng khai thông đường ra biển Baltic của Ba Lan. Chủ trương này đã dẫn đến sự hình thành của "Hành lang Ba Lan" cắt rời Đông Phổ khỏi phần lớn nước Đức và gây mâu thuẫn sâu sắc cho quốc dân Đức. cũng như 2 triệu kiều dân Đức sinh sống trên "hành lang" ấy. Đây là một trong những nguyên nhân châm ngòi cho sự bùng nổ của Chiến tranh thế giới thứ hai vào ngày 1 tháng 9 năm 1939, khi Đức tuyên chiến và xua 5 tập đoàn quân tấn công Ba Lan.
Theo Kế hoạch Trắng (Fall Weiss) do các cán bộ tham mưu Đức Erich von Manstein và Günther Blumentritt hoàn chỉnh năm 1939, Hành lang Ba Lan nằm trong phạm vi tác chiến của Cụm Tập đoàn quân Bắc do tướng Fedor von Bock chỉ huy (gồm Tập đoàn quân số 3 do tướng Georg von Küchler chỉ huy và Tập đoàn quân số 4 do tướng Günther von Kluge chỉ huy). Cụ thể, kế hoạch huy động các Quân đoàn II và Thiết giáp XIX thuộc Tập đoàn quân số 4 đánh lấy Hành lang Ba Lan hòng nối liền Đông Phổ với bản thổ Đức, trong khi Tập đoàn quân số 3 đánh từ Đông Phổ sang hướng tây và nam đặng uy hiếp Warszawa đồng thời yểm trợ cho Tập đoàn quân số 4 vượt sông Wisla. Sau khi làm chủ Hành lang Ba Lan, Kluge sẽ hợp lực cùng Küchler tiến về Warszawa. Thực thi kế hoạch ấy, quân Đức tràn vào hành lang lúc 5h sáng ngày 1 tháng 9 và ban đầu không gặp kháng cự trong khu vực có kiều dân Đức sinh sống.
Đối diện với Tập đoàn quân số 4 (Đức) là Tập đoàn quân Pomorze của Ba Lan do tướng Władysław Bortnowski chỉ huy, có các Sư đoàn Bộ binh số 9, 27 và Lữ đoàn Kỵ binh Pomorska - Cụm tác chiến Czersk trấn thủ hành lang. Sách lược của Ba Lan chỉ yêu cầu Tập đoàn quân Pomorze cố thủ trong trường hợp quân Đức mở các cuộc đánh phá quy mô nhỏ vào Danzig và hành lang. Bởi vậy, sau khi chiến tranh toàn diện bùng phát, quân phòng thủ hành lang nói riêng và Tập đoàn quân Pomorze nói chung vừa đánh vừa lui xuống các địa bàn dễ trụ hơn ở phía nam. Quân Ba Lan cũng không mấy bận tâm trước cuộc đối đầu sắp tới do họ coi cánh rừng rậm Tucholskich ở hành lang là một trở ngại tự nhiên cho lực lượng thiết giáp của địch. Trên thực tế, khu rừng này rất quen thuộc với giới quân nhân Đức do nó từng là một trong các thao trường huấn luyện của quân đội Đức hoàng trước năm 1919 và nằm không xa Kulm, sinh quán của tướng Heinz Guderian – một trong các chỉ huy chủ chốt của quân Đức trong các chiến dịch Ba Lan, Pháp và Nga.

## Binh lực

### Quân đội Đức
- Cụm Tập đoàn quân Bắc (Tư lệnh: Đại tướng Fedor von Bock)[11][4][13]
  - Tập đoàn quân số 4 (Tư lệnh: Thượng tướng Pháo binh Günther von Kluge)
    - Quân đoàn Thiết giáp XIX (Tư lệnh: Thượng tướng Thiết giáp Heinz Guderian)
      - Sư đoàn Bộ binh Mô tô số 2 (Sư đoàn trưởng: Trung tướng Paul Baker)
      - Sư đoàn Bộ binh Mô tô số 20 (Sư đoàn trưởng: Trung tướng Mauritz von Wiktorin)
      - Sư đoàn Thiết giáp số 3 (Sư đoàn trưởng: Trung tướng Leo Geyr von Schweppenburg)

    - Quân đoàn II (Tư lệnh: Thượng tướng Bộ binh Adolf Strauß)
      - Sư đoàn Bộ binh số 32 (Sư đoàn trưởng: Trung tướng Franz Böhme)
      - Sư đoàn Bộ binh số 3 (Sư đoàn trưởng: Thiếu tướng Walter Lichel)

### Quân đội Ba Lan
- Tập đoàn quân Pomorze (Tư lệnh: Trung tướng Władysław Bortnowski)[11][4]
  - Sư đoàn Bộ binh số 9 (Sư đoàn trưởng: Đại tá Józef Werobej)
  - Sư đoàn Bộ binh số 27 (Sư đoàn trưởng: Thiếu tướng Juliusz Drapella)
  - Cụm tác chiến Czersk (Tư lệnh: Thiếu tướng Stanisław Grzmot-Skotnicki)
    - Lữ đoàn Kỵ binh Pomorska (Lữ đoàn trưởng: Đại tá A. Zakrzewski)

## Diễn biến
Vì đánh giá quá cao địa hình rừng Tucholskich nên quân Ba Lan đã bị choáng ngợp khi bộ binh và thiết giáp Đức tràn như vũ bão qua rừng vào ngày 1 tháng 9. Hai bên đánh nhau quyết liệt trong suốt một ngày trời và phía Ba Lan bị thương vong rất lớn. Mặc dù vậy, họ đã cầm chân và thậm chỉ đẩy lui được các đơn vị bộ binh Đức ở một số địa điểm. Song họ không hay biết rằng diễn biến quyết định của trận đánh nằm trên địa bàn tác chiến của Quân đoàn Thiết giáp XIX (Đức), nơi thủ trưởng quân đoàn Heinz Guderian trực tiếp chỉ huy Sư đoàn Thiết giáp số 3 tiến công phòng tuyến Ba Lan trên sông Brahe đặng uy hiếp hậu quân của địch. Thoạt đầu, Trung đoàn Súng trường số 3 cùng Trung đoàn Thiết giáp số 6 tập trung hỏa lực chế áp các ổ kháng cự được ngụy trang của Ba Lan ở bên kia sông. Tiếp theo đó, Guderian cho một tiểu đoàn mô tô bơi thuyền nhựa sang sông hòng đánh giá tình hình và giao chiến với đại đội xe đạp Ba Lan chốt giữ đầu cầu, trong khi xe tăng đồng loạt di chuyển qua cầu. Quân Đức chỉ thương vong vài người mà diệt gọn được đại đội xe đạp Ba Lan. Đến 18h00, toàn bộ Quân đoàn Thiết giáp XIX đã qua được sông Brahe và Sư Thiết giáp 3 chiếm được thị trấn Sviekatovo – mục tiêu tác chiến trong ngày của họ – sau khi đêm xuống. Mặc dù trận đánh chưa đến hồi chấm dứt, thắng lợi của Guderian trên sông Brahe đã gây tác động tai hại cho cuộc chiến đấu của quân đội Ba Lan trong các ngày tới.

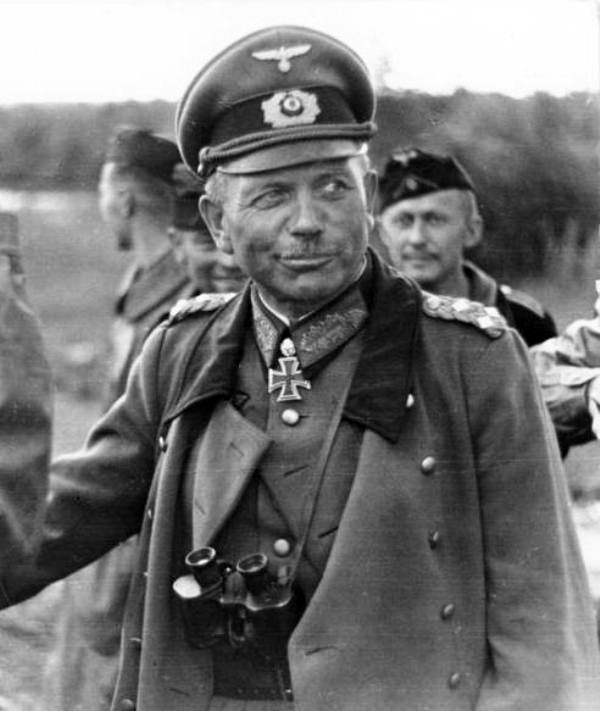
Thượng tướng Heinz Guderian - Tư lệnh Quân đoàn Thiết giáp XIX Đức

Khu vực mặt trận Brahe cũng chính là nơi xảy ra cuộc xung phong đầu tiên của kỵ binh trong Chiến tranh thế giới thứ hai. Sau một ngày quầng thảo với Sư đoàn Bộ binh Mô tô số 20 (Đức), Đại tá Kazimierz Mastelarz – Trung đoàn trưởng Trung đoàn Thương kỵ binh Pomerania số 18 – quyết định tung 2 khối kỵ binh đánh bọc sườn quân Đức hòng yểm trợ đường rút của bộ binh Ba Lan. Quân thương kỵ Ba Lan ban đầu đánh tan một tiểu đoàn bộ binh Đức, nhưng sau đó vấp phải hỏa lực mạnh từ một đoàn thiết vận xa Đức và 20 cán-binh Ba Lan (trong đó có Mastelarz) bỏ mạng. Kỵ binh Ba Lan buộc phải chạy đi ẩn náu và triển khai pháo chống tăng để ngăn chặn sự truy kích của địch. Tuy bị bẻ gãy, cuộc xung phong của Trung đoàn Thương kỵ số 18 đã kìm hãm được bước tiến của Sư đoàn Bộ binh Mô tô số 20 (Đức) trong một khoảng thời gian nhất định. Song những thành công như vầy không thể vãn hồi tình hình quân Ba Lan trong trận chiến.
Bước sang ngày 2 tháng 9, sức ép từ các mũi tiến công của Đức trên 3 hướng bắc, tây và nam càng lúc càng đè nặng lên quân Ba Lan ở hành lang. Sư đoàn Thiết giáp số 3 tiếp tục khai thác mũi đột phá của mình và áp sát Poledno đằng sau phòng tuyến chính của Tập đoàn quân Pomorze. Quân Ba Lan chặn được các xe tăng hạng nhẹ của Đức trong một số trận lẻ, song Guderian không để cho bất kỳ một thất bại nhỏ nào ngăn cản quân đoàn ông hoàn thành nhiệm vụ được giao. Sư đoàn Thiết giáp số 3 đã được tăng cường một tiểu đoàn trang bị các xe tăng hạng trung tân tiến Panzer III và IV mà quân Ba Lan không thể nào địch nổi. Ở phía nam, bất chấp sự kháng cự mạnh mẽ của bộ binh Ba Lan, Sư đoàn Bộ binh số 32 (Đức) đã khoét được một lỗ thủng vào trận tuyến địch và thọc sâu đến tận trạm đường sắt Prusczs, đồng thời yểm trợ cho cạnh sườn phía nam của Sư đoàn Thiết giáp số 3. Sư đoàn số 27 (Ba Lan) đã chạy thoát xuống ngoại ô thị trấn Bydgoszcz trong ngày 3 tháng 9, nhưng chỉ một nhúm tàn quân của Sư đoàn số 9 và Lữ đoàn Kỵ binh Pomorska gặp được họ sau khi chạy khỏi vòng vây của địch.
Cuộc quyết đấu trên hành lang Ba Lan đã kết thúc về cơ bản vào ngày 3 tháng 9 với sự tan nát của Tập đoàn quân Pomorze. Lúc 16h00, tàn quân Ba Lan được lệnh triệt thoái về bên kia sông Wisla để xây dựng một phòng tuyến mới. Bên cạnh đó, một số ổ kháng cự tiếp tục hoạt động cho đến khi bị quân Đức triệt tiêu vào ngày 5 tháng 9.

## Kết cục
Sau 5 ngày chiến đấu ác liệt, Cụm Tập đoàn quân Bắc (Đức) đã hoàn tất nhiệm vụ đầu tiên của mình trong chiến dịch: chọc thủng Hành lang Ba Lan, hàn gắn Đông Phổ với phần lớn nước Đức và loại chừng 1 vạn quân Ba Lan khỏi vòng chiến. Trong khi đó, theo báo cáo của Guderian cho Quốc trưởng Adolf Hitler vào ngày 6 tháng 9, tổn thất của Quân đoàn Thiết giáp XIX chỉ bao gồm 150 cán-binh tử trận và 700 bị thương. Guderian lấy con số thiệt hại nhỏ nhoi này làm minh chứng cho hiệu quả của chiến thuật tăng-thiết giáp mà ông dày công xây dựng và phát triển trong giai đoạn giữa hai cuộc thế chiến. Đến nay vẫn chưa có số liệu về thương vong của Quân đoàn II (Đức) tại Hành lang Ba Lan. Ngay sau chiến thắng rừng Tucholskich, Bộ Tư lệnh Cụm Tập đoàn quân Bắc phát lệnh cho Tập đoàn quân số 4 tiến sang Đông Phổ nhằm hiệp lực cùng các đơn vị phía đông của Tập đoàn quân số 3 đánh về Warszawa. Ngày 6 tháng 9, hai tập đoàn quân của tướng Bock hội quân ở hướng nam Graudenz. Tin chắc vào thắng lợi cuối cùng, Bock dời tổng hành dinh lên Allenstein (Đông Phổ) để dễ bề chỉ đạo các đợt tấn công kế tiếp vào nội địa Ba Lan.